# Alymlestes kielanae
Alymlestes kielanae és una espècie de mamífer extint de la família dels zalambdalèstids que visqué durant el Cretaci. Se n'han trobat restes fòssils al Kazakhstan.